# Hawaiian Holiday
Hawaiian Holiday (рус. «Отдых на Гавайях») — анимационный эпизод мультсериала про Микки Мауса под номером 96, созданный Уолтом Диснеем в 1937 году.

## Сюжет
Микки Маус, Дональд Дак, Минни Маус, Плуто и Гуфи приехали на отдых. Микки и Дональд играют на Гитаре, а Минни танцует и поёт. Гуфи достаёт свою доску для Сёрфинга и разбегается, чтобы поймать волну, но волна будто специально уходит, из-за чего Гуфи падает на камни. Внезапно, она приходит и Гуфи всё же удаётся продержаться на ней.
Микки всё также играет на гитаре, а вот Дональд теперь танцует вместо Минни. Он так увлекается этим делом, что не замечает, как коснулся костра. К счастью, он успевает потушить его, но к его ягодицам присосалась Морская звезда. Он отлепляет её и бросает в сторону Плуто. Звезда боится и пытается сбежать, но Плуто гонится за ней. Звезда манит его к приливу и прыгает в море, в отличие от Плуто, которого замуровало по шею в песке.
Тем временем, Гуфи снова разбегается и прыгает в море, он подхватывает волну, но ненадолго. Он падает с доски, а когда встаёт, обнаруживает, что она куда-то пропала. Пока Гуфи её ищет, доска сама цепляется за его одежду. а волна смывает их на берег. Недоумённый пёс понимает, что его доска у него и пытается её вынуть, но это оказывается не так то и просто.
Плуто обнаруживает раковину и обнюхивает её, но большая волна тронула его. Теперь, Плуто застрял лицом в этой раковине. Ему удаётся снять её со своего лица, но тут же, она прилипает к его ягодицам. Когда недовольный Плуто снимает её ещё раз. выясняется, что в раковине сидел Краб. Краб щипает его за нос. Плуто в недоумении и следит за крабом. В итоге оба попадают на большую волну и Плуто снова застрял в песке. Это даёт крабу шанс пощипать его. Когда краб сделал то, что хотел, то с гордостью пошёл в море.
Гуфи опять поймал большую волну, но та забрала у него доску и вышвырнула его на берег вместе с ней. Это выглядит как могила и Минни бросает на него свой цветочный венок.